# FK Gusinje
FK Gusinje (crnogorski: ФК Гусиње) nogometni je klub iz Gusinja, Crna Gora.

U sezoni 2022./23. natjecao se u sjevernoj skupini trećeg ranga Crne Gore.

## O klubu
Nogometni klub u Gusinju osnovan je 1933. godine pod imenom Sokolsko društvo Gusinje. U to vrijeme momčad nije igrala niti jednu službenu utakmicu.

Godine 1946. tim počinje igrati pod imenom FK Partizan Gusinje. Prvi put su nastupili u službenom natjecanju 1969. godine, kao član Regionalne lige Crne Gore – Sjever (jugoslavenski 4. rang). U sezoni 1984./85. FK Partizan je po prvi put u svojoj povijesti osvojio naslov pobjednika Regionalne lige i izborio prvi plasman u Republičku ligu Crne Gore, u kojoj je proveo samo jednu sezonu.

Era uspjeha nastupila je tijekom 1990-ih. U sezoni 1993./94. FK Partizan osvaja svoju drugu četvrtoligašku titulu i vraća se u republičko prvenstvo. Proveo je 13 uzastopnih sezona u Republičkoj ligi, a tijekom 1996. godine klub počinje igrati pod novim imenom – FK Gusinje. Najbolji rezultat u to vrijeme momčad je ostvarila u sezoni 2004./05., završivši kao viceprvak Republičke lige Crne Gore.

Nakon osamostaljenja Crne Gore, FK Gusinje postaje članom Druge lige Crne Gore. Nakon dvije sezone ispao je u Treću ligu Crne Gore. Novi plasman u Drugu ligu FK Gusinje ostvario je nakon sezone 2008./09., ali samo na godinu dana. Od 2010. godine do danas FK Gusinje je član Treće lige Crne Gore.

## Poveznice
- Profil na srbijasport.net